# 矯大羽
矯大羽（Kiu Tai Yu 、きゅうたいゆう、1946年7月26日 - 2020年2月17日）は中国・蘇州市出身の独立時計師アカデミーに所属していた時計師である。

## 経歴
父・矯毅は篆刻家で西泠印社のメンバーだった。時計、特に懐中時計の収集家としても知られ、分解修理により独学で時計作りを学んだ。
文化大革命終結後の1980年に香港に移住し、時計修理店『天儀軒』を営む。1992年にアカデミーへの加入を認められ、同年にアジア人で初めてトゥールビヨン機構を持った腕時計を製造し、バーゼル・フェアに出品して注目を浴びた。さらに、サファイアの板を用いてムーブメントを透明にした『ミステリートゥールビヨン』で特許を取得した。ただし、トゥールビヨンを搭載した時計は非売品とし、一切市販しなかった。唯一の例外は、ヴィンテージ時計のオークション会社アンティコルムの創業30周年記念に製造した一本のみである（彼の娘がアンティコルムに勤務していたのが縁となったといわれる）。
彼が製造・発売した時計は、ETAベースに、漢字と数字を組み合わせ、十二支をデザインした文字盤、中国の意匠を取り込んだケースと赤を中心とした色使いが特徴であったが、懐中時計と置時計の修理が仕事の中心だったうえ、全て受注生産だったため生産数は極めて少なかった。
2007年5月に急性脳溢血に倒れ、彼の店舗はその後妻が経営した。2014年の時点では、後遺症に加えて痛風のため店にも立てず、事実上再起不能であると伝えられた。そして2020年2月17日に逝去したことが発表された。